# NGC 6601
NGC 6601 is een elliptisch sterrenstelsel in het sterrenbeeld Draak. Het hemelobject werd op 4 augustus 1883 ontdekt door de Amerikaanse astronoom Lewis A. Swift.

## Synoniemen
- MCG 10-26-22
- ZWG 301.19
- PGC 61533